# Phtheochroa gigantica
Phtheochroa gigantica (лат.) — вид бабочек-листовёрток рода Phtheochroa из подсемейства Tortricinae.

## Распространение
Мексика.

## Описание
Размах крыльев около 3 см. Длина нижнегубных щупиков до 5 мм. Основная окраска землистая желтовато-коричневая. Стеригма женских гениталий широкая. Все жилки переднего крыла раздельные. В заднем крыле жилки R и M1 отходят раздельно. Вальва гениталий самцов длинная с дистальным отростком; эдеагус прямой, простой формы; ункус развит. Валидность видового статуса была подтверждена в ходе ревизии неотропических представителей рода, проведённой польским лепидоптерологом Йозефом Разовским (Józef Razowski; Institute of Systematics and Evolution of Animals, Polska Akademia Nauk, Краков, Польша)